# Паљијано (Напуљ)
Паљијано је насеље у Италији у округу Напуљ, региону Кампанија.
Према процени из 2011. у насељу је живело 101 становника. Насеље се налази на надморској висини од 42 м.